# Celia Lovsky
Celia Lovsky est une actrice d'origine autrichienne, naturalisée américaine, née Cäcilie Lvovsky le 21 février 1897 à Vienne (alors en Autriche-Hongrie), morte le 12 octobre 1979 à Los Angeles (Californie).

## Biographie
D'abord actrice de théâtre en Autriche (entre autres dans sa ville natale) et en Allemagne, Cäcilie Lvovsky rencontre à Berlin en 1929 l'acteur Peter Lorre (1904-1964), avec lequel elle vit maritalement durant cinq ans. Au moment de l'avènement du nazisme en 1933, tous deux quittent l'Allemagne pour Paris puis Londres, où ils se marient en 1934, avant d'émigrer aux États-Unis cette même année.
Jusqu'au divorce du couple en 1945, l'actrice se retire pour se consacrer à sa famille. Sous le nom américanisé de Celia Lovsky (ayant obtenu dans l'intervalle la citoyenneté américaine), elle reprend ensuite sa carrière au cinéma (elle avait déjà tourné deux films allemands sortis en 1930), interprétant d'abord un petit rôle non crédité dans La Fière Créole de John M. Stahl, avec Maureen O'Hara et Rex Harrison, sorti en 1947.
Elle apparaît dans quarante-quatre autres films américains, le dernier étant Soleil vert de Richard Fleischer, avec Charlton Heston et Edward G. Robinson, sorti en 1973. Entretemps, elle contribue notamment à La Dernière Fois que j'ai vu Paris de Richard Brooks (1954, avec Elizabeth Taylor et Van Johnson), L'Homme aux mille visages de Joseph Pevney (1957, où elle est la mère de Lon Chaney, joué par James Cagney), et Harlow d'Alex Segal (1965, avec Carol Lynley dans le rôle de Jean Harlow, elle-même personnifiant Maria Ouspenskaïa).
Pour la télévision, à partir de 1952, Celia Lovsky participe à deux téléfilms et à soixante-dix-sept séries, dont Badge 714 (six épisodes, 1953-1959) et Star Trek (un épisode, 1967): elle y incarne , la première, T'Pau, la matriarche de Vulcain. Elle se produit pour la dernière fois au petit écran dans un épisode, diffusé en 1974, de la série policière Les Rues de San Francisco.

## Filmographie partielle

### Au cinéma
(films américains)
- 1947 : La Fière Créole (The Foxes of Harrow) de John M. Stahl
- 1948 : Lettre d'une inconnue (Letter from a Unknown Woman) de Max Ophüls
- 1948 : Verdict secret (Sealed Verdict) de Lewis Allen
- 1948 : La Fosse aux serpents (The Snake Pit) d'Anatole Litvak
- 1949 : Flaming Fury (en) de George Blair
- 1949 : Enquête à Chicago (Chicago Deadline) de Lewis Allen
- 1950 : Le Roi du tabac (Bright Leaf) de Michael Curtiz
- 1950 : The Killer That Stalked New York d’Earl McEvoy
- 1950 : Le Dénonciateur (Captain Carey, U.S.A.) de Mitchell Leisen
- 1951 : Le Foulard (The Scarf) d'Ewald André Dupont
- 1951 : Le peuple accuse O'Hara (The People against O'Hara) de John Sturges
- 1952 : Tu es à moi (Because You're Mine) d'Alexander Hall
- 1953 : Histoire de trois amours (The Story of Three Lovers), film à sketches, segments The Jealous Lover de Gottfried Reinhardt et Mademoiselle de Vincente Minnelli
- 1953 : La Femme au gardénia (The Blue Gardenia) de Fritz Lang
- 1953 : Champ for a Day de William A. Seiter
- 1953 : Règlement de comptes (The Big Heat) de Fritz Lang

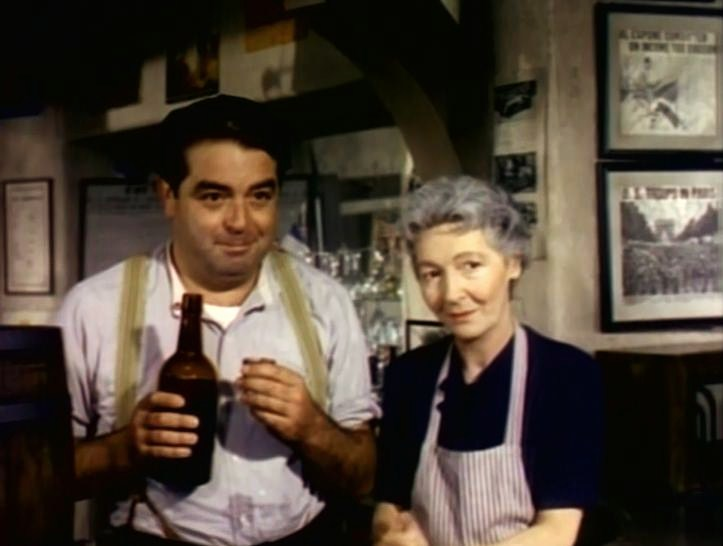
Dans La Dernière Fois que j'ai vu Paris (1954),
avec Kurt Kasznar

- 1954 : La Dernière Fois que j'ai vu Paris (The Last Time I Saw Paris) de Richard Brooks
- 1954 : La Fontaine des amours (Three Coins in the Corner) de Jean Negulesco
- 1954 : Ultime sursis (Make Haste to Live) de William A. Seiter
- 1954 : Rhapsodie (Rhapsody) de Charles Vidor
- 1955 : Duel sur le Mississippi (Duel on the Mississippi) de William Castle
- 1955 : La Muraille d'or (Foxfire) de Joseph Pevney
- 1955 : New York confidentiel (New York Confidential) de Russell Rouse
- 1955 : Le Rendez-vous de quatre heures (Texas Lady) de Tim Whelan
- 1956 : La Cinquième Victime (While the City Sleeps) de Fritz Lang
- 1956 : The Opposite Sex de David Miller
- 1957 : L'Homme aux mille visages (Man of a Thousand Faces) de Joseph Pevney
- 1957 : Racket dans la couture (The Garment Jungle) de Vincent Sherman et Robert Aldrich
- 1957 : Femme d'Apache (Trooper Hook) de Charles Marquis Warren
- 1958 : I, Mobster de Roger Corman
- 1958 : Moi et le colonel (Me and the Colonel) de Peter Glenville
- 1958 : Crépuscule sur l'océan (Twilight for the Gods) de Joseph Pevney
- 1959 : The Gene Krupa Story de Don Weis
- 1962 : La Vie privée d'Hitler (Hitler) de Stuart Heisler
- 1964 : 36 Heures avant le débarquement (36 Hours) de George Seaton
- 1965 : La Plus Grande Histoire jamais contée (The Greatest Story Ever Told) de George Stevens, David Lean et Jean Negulesco
- 1965 : Harlow d'Alex Segal
- 1967 : L'Affaire Al Capone (The St. Valentine's Day Massacre) de Roger Corman
- 1968 : La Guerre des cerveaux (The Power) de Byron Haskin
- 1970 : Airport de George Seaton
- 1973 : Soleil vert (Soylent Green) de Richard Fleischer

### À la télévision
(séries, sauf mention contraire)
- 1953-1959 : Badge 714 ou Coup de filet (Dragnet)
  - Saison 2, épisode 21 The Big Waiter (1953) et épisode 29 The Big Fourth (1953)
  - Saison 3, épisode 24 The Big Children (1954) de Jack Webb
  - Saison 5, épisode 3 The Big No Rain (1955)
  - Saison 7, épisode 18 The Big Baby Face (1958)
  - Saison 8, épisode 27 The Big Name (1959)
- 1955 : Crusader
  - Saison 1, épisode 5 The Kidpnappers et épisode 8 International Agent
- 1956 : Le Choix de... (Screen Directors Playhouse)
  - Saison unique, épisode 33 Eaux amères (The Bitter Waters) de John Brahm

- 1958 : La Grande Caravane (Wagon Train)
  - Saison 1, épisode 26 A Man called Horse de Sidney Lanfield
- 1959 : Alfred Hitchcock présente (Alfred Hitchcock presents)
  - Saison 4, épisode 25 La Gentille Serveuse (The Kind Waitress) de Paul Henreid
- 1959 : One Step Beyond
  - Saison 2, épisode 8 Le Message de Clara (Message from Clara) de John Newland
- 1960 : Bonanza
  - Saison 1, épisode 21 The Spanish Grant de Christian Nyby
- 1960 : Johnny Staccato
  - Saison unique, épisode 26 Ne tirez pas sur le pianiste (Swinging Long Hair)
- 1960 : Bonne chance M. Lucky (Mr. Lucky)
  - Saison unique, épisode 26 Vote the Bullet de Jack Arnold
- 1960 : Les Incorruptibles (The Untouchables)
  - Saison 2, épisode 8 Fille maudite (Kiss of Death Girl)
- 1960 : Hong Kong
  - Saison unique, épisode 12 The Dragon Cup
- 1961 : Échec et mat (Checkmate)
  - Saison 1, épisode 23 The Gift
- 1961 : Aventures dans les îles (Adventures in Paradise)
  - Saison 3, épisode 5 Le Cercle fermé (The Closing Circle) de Felix E. Feist
- 1962-1963 : Suspicion (The Alfred Hitchcock Hour)
  - Saison 1, épisode 9 The Black Curtain (1962) de Sydney Pollack et épisode 22 Diagnosis : Danger (1963) de Sydney Pollack
- 1964 : La Quatrième Dimension (The Twilight Zone)
  - Saison 5, épisode 23 La Reine du Nil (Queen of the Nile) de John Brahm
- 1966 : The Doomsday Flight, téléfilm de William A. Graham
- 1966 : La Grande Vallée (The Big Valley)
  - Saison 2, épisode 14 Hide the Children
- 1966-1968 : Sur la piste du crime (The F.B.I.)
  - Saison 2, épisode 13 List for a Firing Squad (1966) de Jesse Hibbs
  - Saison 3, épisode 14 The Daughter (1968) de Robert Day
- 1967 : Match contre la vie (Run for Your Life)
  - Saison 2, épisode 24 The Carpella Collection d'Alexander Singer
- 1967 : Star Trek
  - Saison 2, épisode 1 : Le Mal du pays (Amok Time) de Joseph Pevney
- 1967 : Commando Garrison (Garrison's Gorillas)
  - Saison unique, épisode 5 Hours to Doomsday de Gerald Mayer
- 1970 : Opération vol (It takes a Thief)
  - Saison 3, épisode 21 The Suzie Simone Caper de Don Taylor
- 1970-1974 : Docteur Marcus Welby (Marcus Welby, M.D.)
  - Saison 1, épisode 18 Dance to No Music (1970) de Jeannot Szwarc
  - Saison 6, épisode 6 The Fatal Challenge (1974)
- 1973 : La Famille des collines (The Waltons)
  - Saison 1, épisode 19 The Gypsies
- 1974 : Les Rues de San Francisco (The Streets of San Francisco)
  - Saison 3, épisode 14 Monsieur Personne (Mister Nobody) de Corey Allen